# Han do Norte
O reino Han do Norte (chinês tradicional: 北漢, chinês simplificado: 北汉, pinyin: Běi Hàn) foi um dos Dez Reinos durante o Período das Cinco Dinastias e dos Dez Reinos. Foi fundado por Liu Min (刘旻), um Shatuo (沙陀) anteriormente conhecido por Liu Chong (刘崇), e prevaleceu entre 951 e 979.

## Fundador
Os turcos Shatuo tinham governado a maior parte do norte da China desde 923, durante a Dinastia Tang Posterior, Dinastia Jin Posterior e a Dinastia Han Posterior. A curta duração da Dinastia Han Posterior terminou em 950, e após a sua queda, Liu Min fundou o reino Han do Norte, também referido como Han Oriental, em 951, estabelecendo o controle de Shanxi, alegando ser o herdeiro legítimo do trono imperial da Dinastia Han Posterior. Liu Min não tardou em restabelecer relações que os turcos Shatuo tinham com os Khitan, fundadores da Dinastia Liao.

## Extensão territorial
Han do Norte foi um pequeno reino localizado em Shanxi com a capital situada em Taiyuan. Shanxi tinha sido a núcleo do poder desde primeiros dias da queda da Dinastia Tang em finais do século IX e inícios do século X. Após o estabelecimento da Dinastia Song, em 960, Liu Min estabeleceu contactos secretos com ela. O reino foi então firmado entre as duas grandes potências, a Dinastia Liao a norte, e a Dinastia Song a sul. Este território partilhou também a fronteira com o reino Tangut de Xia Ocidental.